# 伦齐希
伦齐希是德国图林根州的一个市镇。总面积3.76平方公里，总人口164人，其中男性79人，女性85人（2011年12月31日），人口密度44人/平方公里。